# Kodihalli, Piriyapatna
Kodihalli là một làng thuộc tehsil Piriyapatna, huyện Mysore, bang Karnataka, Ấn Độ.